# Jack Britto
Jack Britto (16. kolovoza 1926. – London, 15. rujna 2013.) je bio pakistanski hokejaš na travi. Rodom je Goanac.
Pohađao je školu St. Patrick's u Karačiju, gdje je bio hokejaškom zvijezdom. Kasnije je dobio poziv igrati u pakistanskoj reprezentaciji, gdje je igrao na mjestu desnog obrambenog igrača.
Britto je izvrsno igrao hokejaškim štapom, bio je vještim driblerom i jednim od najboljih pucača na protivnička vrata. Igrao je za Pakistan na OI 1952. u Helsinkiju.
Od 1954. godine je igrao za Malavi. Poslije je postao izbornikom malavijskog predstavništva te trenerom raznih hokejaških sastava u Africi.
Živio je u Ujedinjenom Kraljevstvu, u Wimbledonu. Umro je u Londonu 15. rujna 2013. u 87 godini.

## Vanjske poveznice
- Profil na Sports Reference.com  Arhivirana inačica izvorne stranice od 14. prosinca 2012. (Wayback Machine)